# Onobrychis montana
Onobrychis montana — вид квіткових рослин з родини бобових (Fabaceae). Ареал: Європа (Албанія, Австрія, Болгарія, Словаччина, Франція, Ліхтенштейн, Німеччина, Греція, Італія, Польща, Румунія, Швейцарія, колишня Югославія), Західна Азія (Ліван, Сирія, Ізраїль, Йорданія, Туреччина, Азербайджан, Вірменія).

## Екологія
Росте в субальпійському ярусі, на сонячних схилах. Займає кам'янисті ґрунти на вапняках, а також скельні виступи та ущелини вивітрених скель.

## Біоморфологічна характеристика

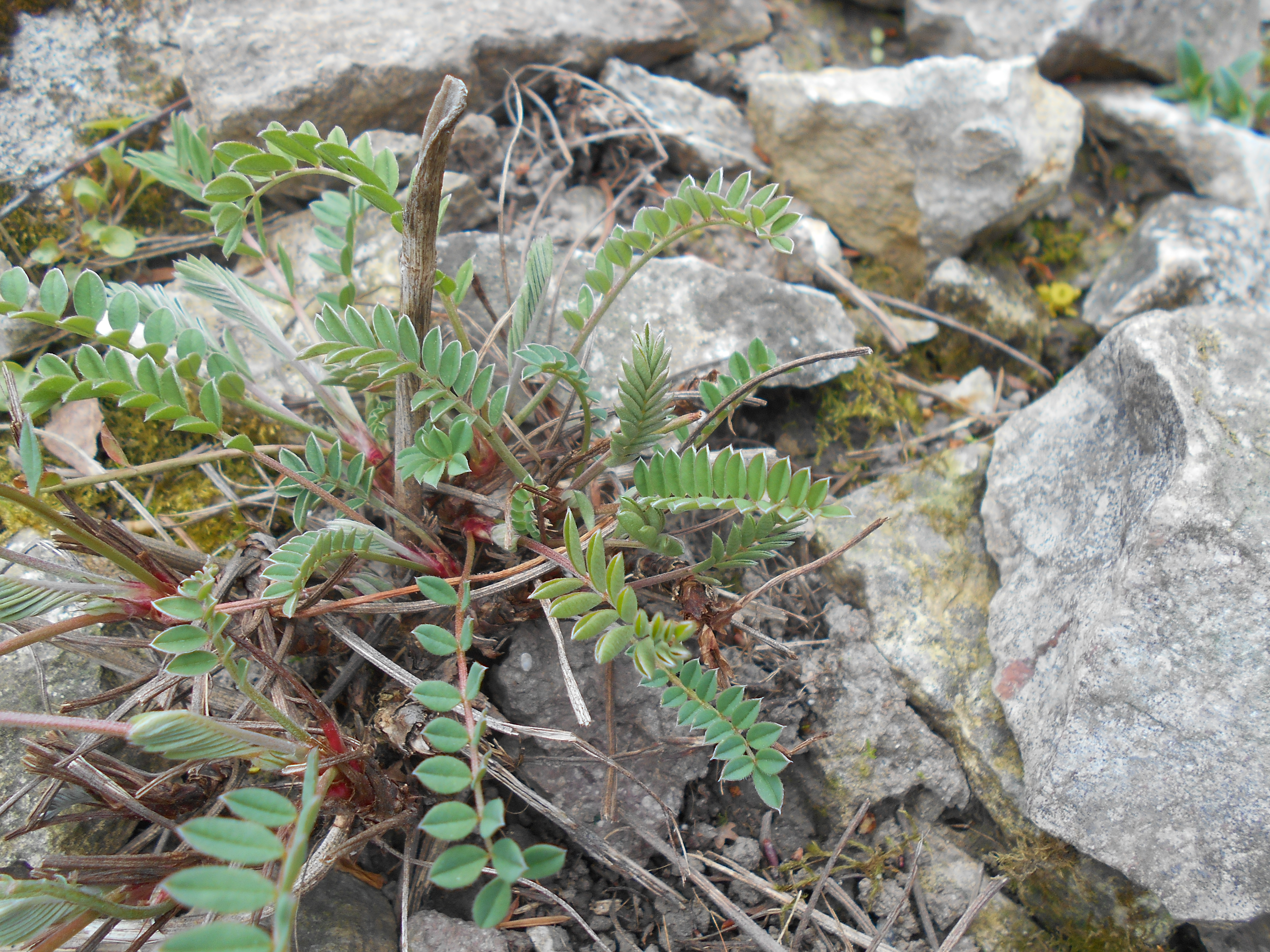

Багаторічна рослина 10–20(50) см заввишки. Стебла численні, від лежачих до висхідних, у листі. Листки з 3–8 листочками, від еліптичних до яйцеподібних, 10–20 × 3–5 мм, зверху голі, знизу запушені, на кінчику цілокраї, прилистки не зрощені. Квіткові китиці довгочерешкові, коротко яйцеподібні, пізніше видовжені. Віночок багряно-червоний. Стручки запушені, часто з тонкими зубцями завдовжки 1–2 мм. Цвіте з червня по серпень. 2n=28.